# Димитър Николов (Куманово)
Димитър Николов (на сръбски: Димитрије Николић или Dimitrije Nikolić) е македонски сърбоманин от XIX век, митрополитски наместник в Куманово, виден член на Кумановската сръбска община, активен деец на ранната Сръбска пропаганда в Македония.

## Биография
Димитър Николов е роден на 30 ноември 1850 или 1854 година в село Табановце, Кумановско, тогава в Османската империя. Завършва основно училище в Куманово, а след това учи в Щип при известния учител Павле, при когото учи гръцки и турски. В 1863 година става учител в Забелския манастир. Заминава за Ниш, Сърбия, където работи при Джордже Крайналия. В 1871 година се връща в Куманово на следната 1872 година се жени за Йевросима, дъщеря на председателя на патриаршистката сърбоманска община Денко Кръстев. След смъртта на Кръстев, в1882 година Димитър Николов е избран за председател на общината и митрополитски епитроп. В 1887 година заради арестуването на игумена на Карпинския манастир влиза в конфликт с каймакамина Мустафа паша Черкез и, след като не получава подкрепа от митрополит Паисий Скопски, подава оставка. На следната 1888 година е избран във вилаетския меджлис и по-късно е избиран в много подобни обществени органи. Носител е на орден „Меджидие“.
Умира в 1901 година.